# Tomasz Sapieha
Tomasz Sapieha (ur. przed 1598, zm. pomiędzy 2 a 8 kwietnia 1646 w Wilnie) – wojewoda nowogródzki od 1643, wojewoda wendeński od 1641.

## Życiorys
Był synem Mikołaja i bratem Kazimierza Mikołaja.
W 1617 uczył się w kolegium jezuitów w Lublinie. W 1618 otrzymał z cesji ojca ciwuństwo korszewskie. W latach 1619–1621 studiował na Akademii Krakowskiej. W latach 1621–1625 kontynuował studia za granicą – w Ingolstadt (1621), Padwie (1622), Bolonii (1623) i Leuven (1625).
Po powrocie do kraju przebywał na dworze Zygmunta III. Tamże w 1632 stracił rękę w pojedynku z Jerzym Zenonowiczem. Na wojnę przeciwko Carstwu Rosyjskiemu wystawił własnym sumptem chorągiew husarską, na czele której wziął w niej udział.
W 1640 został wybrany marszałkiem Trybunału Głównego Wielkiego Księstwa Litewskiego. W kwietniu 1641 został mianowany wojewodą wendeńskim, a na przełomie 1642 i 1643 – wojewodą nowogródzkim. Wyznaczony przez sejm 1643 brał udział w rokowaniach z posłami moskiewskimi.
Tomasz ożenił się w 1637 z Zuzanną Chreptowicz córką Jerzego Chreptowicza wojewody nowogródzkiego, małżeństwo pozostało bezdzietne.